# Michail Sinowjewitsch Jurjew
Michail Sinowjewitsch Jurjew, russisch Михаил Зиновьевич Юрьев, englisch Mikhail Zinovyevich Yuryev (* 10. April 1959 in Moskau; † 15. Februar 2019 ebenda), war ein russischer Unternehmer, Politiker, Journalist und Autor der Neuen Rechten. Von 1996 bis 1999 amtierte er als ein stellvertretender Präsident der Duma. Als Schriftsteller veröffentlichte er 2006 den utopischen Roman Das Dritte Imperium.

## Leben und Werk

### Herkunft und Ausbildung, wissenschaftliche Tätigkeit
Michail Jurjew wurde als Sohn des russischen Englischlehrers sowie Kriminal-, Phantastik- und Science-Fiction-Autors Sinowi Jurjew (1925–2020, vormals Grinman, Aelita-Preis 1982) und dessen Ehefrau, der Journalistin Elena Michailowna Korenewskaja, geborene Arnoldowa (1925–2017), in eine Familie mit jüdisch-belarussischen Wurzeln geboren. Nach dem Besuch einer Moskauer Gesamtschule, deren zehn Klassen er als Hochbegabter bis zum 14. Lebensjahr durchlaufen hatte, studierte er an der Fakultät für Biologie der Lomonossow-Universität Moskau. Mit 19 Jahren absolvierte er 1978 das Studium und fand sofort Anstellung am Wissenschaftlichen Institut für Molekulare Genetik der Akademie der Wissenschaften der UdSSR. Nachdem er dort zehn Jahre gearbeitet hatte, beendete er seine wissenschaftliche Karriere, weil infolge der Krise der Sowjetunion Mittel zur Finanzierung der Wissenschaftler gestrichen worden waren.

### Geschäftsmann und Politiker
In der Zeit der Perestroika wurde er Geschäftsmann und Unternehmer. Mit nur 5000 Rubel Startkapital entwickelte er eine als „Kooperative“ deklarierte Kapitalgesellschaft zu einem erfolgreichen Unternehmen namens „Inter“, in dem Chemikalien hergestellt und Tätigkeiten im verarbeitenden Gewerbe vermittelt wurden. Aufgrund von Uneinigkeiten innerhalb der Gesellschaft schloss das Unternehmen im Jahr 1989. Seine unternehmerische Tätigkeit setzte Jurjew daraufhin mit einem belorussischen Werk zur Herstellung von Futtermittelzusatzstoffen fort. Bald danach mietete er eine Chemiehalle und stellte dort Radiergummis her. 1990 wurde er Generaldirektor der Unternehmensgruppe „Interprom“. Dem deutschen Magazin Der Spiegel galt er in den 1990er Jahren als Prototyp eines Neuen Russen.
Parallel zur Unternehmerkarriere begann sich Jurjew ab 1992 politisch und gesellschaftlich zu engagieren und wurde Vizepräsident der Russischen Union der Industriellen und Unternehmer. 1995 zog er sich aus operativen Geschäftsleitung zurück und ließ sich in die Duma wählen, wo er Mitglied der linksliberalen Jabloko wurde. Als solches erhielt er am 17. Januar 1996 den Posten eines stellvertretenden Parlamentspräsidenten, ein Wahlamt, das er bis zum 24. Dezember 1999 bekleidete.

### Publizistische Tätigkeit und Radikalisierung
Ab dem Jahr 2000 wandte sich Jurjew dem Journalismus zu. Erste Erfahrungen sammelte er in der politischen Sendung „Odnako“ (Allerdings) des Journalisten Michail Leontjew. Für russische Zeitungen und Zeitschriften begann er, Artikel zu schreiben. Später weitete er seine publizistische Tätigkeit auf das Internet aus. Auch wurde er Moderator einer beliebten Radiosendung, in der er Zuhörerfragen zu Politik, Wirtschaft und Industrie beantwortete. 2004 publizierte er in der Zeitung Komsomolskaja Prawda unter dem Titel Der innere Feind und die nationale Idee einen zunächst wenig beachteten Essay, in welchem er eine autoritaristische, nationalistische, russisch-orthodox und dichotomisch gefärbte Staatsauffassung eines „russisch-orthodoxen Russland“ darlegte, das sich eines „inneren Feindes“ in einer De-facto-Kriegssituation des Landes erwehren müsse, indem es die Geheimdienste stärkt und die Zensur praktiziert. 2005 veröffentlichte er mit Leontjew und anderen eine gleichzeitig isolationistische und expansionistische Schrift mit dem Titel Festung Russland. Abschied vom Liberalismus, in der er für eine Abschottung Russlands und ein sich von freiheitlichen Demokratien der Westlichen Welt unterscheidendes System eintrat. Russland habe immer als Imperium bestanden und könne nur in dieser Form existieren. Das imperiale Volk seien die Russen, die als Volk ohne die anderen Völker, die mit ihm die russische Zivilisation bildeten, nicht existieren könnten. Den Bestand Russlands sollten dessen natürliche Ressourcen, ein starker Präsident, die Atomwaffen, eine geopolitische Hegemonie, Marktwirtschaft, die Finanzen des Landes sowie die „psychische Gesundheit“ der Bevölkerung garantieren. Als Gefahr eines russischen Staats und einer russischen Zivilisation sah er gemeinsam mit Leontjew die Globalisierung und den westlichen Liberalismus an.

### Das Dritte Imperium
2006 trat er mit seinem belletristischen, gleichwohl traktathaften Hauptwerk Das Dritte Imperium. Russland, wie es sein soll an die Öffentlichkeit. In diesem utopischen Roman stellte er für das Jahr 2053 aus der Ich-Erzählsituation eines brasilianischen Soziologen in der Form eines fiktiven Reiseberichts dar, wie Russland sich gegen die NATO durchgesetzt und sich die Vereinigten Staaten durch Atombombenabwürfe gefügig gemacht hat, wie es sich anfangs Teile der Ukraine und bald auch Belarus einverleibt hat und wie es schließlich ganz Europa sowie Grönland und Israel in einem „Dritten Imperium“ beherrscht. Angelehnt an das Konzept der Kulturräume in Huntingtons Kampf der Kulturen bestehen neben dem russischen Riesenreich noch eine „Amerikanische Föderation“, ein „Islamisches Kalifat“, eine „Indische Konföderation“ und eine „Asiatische Himmelsrepublik“. Unter einem „Wladimir II.“ hat das imperialistische Russland, das sich „Russische Welt“ nennt, das Autonomie und Autarkie zu Leitmotiven einer nationalen Identität erhoben hat und das seine „nationalen und christlichen Werte gegen innere und äußere Feinde verteidigt“, eine neue Gesellschaftsordnung angenommen. Nach Jurjews Gesellschaftsutopie herrscht darin eine politisch-militärische Elite, die Opritschniki, mittels Tyrannei über eine Ständegesellschaft.
Nach Ausbruch des Kriegs zwischen Russland und der Ukraine wurde Jurjews Schrift von einigen Kritikern als fiktiver Prätext für die realen Ereignisse gelesen. Nach Ansicht des deutschen Osteuropa-Historikers Karl Schlögel und der russischen Kulturwissenschaftlerin Dina Khapaeva könnte dieses Buch den russischen Präsidenten Wladimir Putin und andere Akteure des russischen Regierungsapparats ideologisch inspiriert haben. Die deutsche Kulturwissenschaftlerin Nina Weller beurteilte das Buch in ideologischer Hinsicht als „ein exemplarisches Werk für die neoimperiale Wende im Russland der 2000er Jahre und für eine damit einhergehende emotions- und pathosgeladene Mythologisierung der russischen Geschichte.“ Schon durch seine Schrift Der innere Feind und die nationale Idee habe er sich 2004 als maßgeblicher Akteur eines rechtskonservativen Ideenpools zu erkennen gegeben. Innerhalb dessen Netzwerke, zu dem etwa der Isborsk-Klub gehört, agierte Jurjew mittels „Selbstpopularisierungs- und Vernebelungstaktiken“, um sein Image als machtpolitisch einflussreicher Akteur auszubauen und zugleich zu mystifizieren. Neben anderen sei es ihm so gelungen, in den Mainstream einzudringen und unter dem Deckmantel von Allgemeinplätzen eine größere Anhängerschaft für seine teils kruden Ideengebäude zu gewinnen. Weller interpretierte Jurjews Vorgehen in direkter Übertragung des Begriffs „deržavnyj samizdat“ (Großmacht-Samisdat) als „Strategie zum Aufbau einer um das suggerierte Machtnetzwerk gruppierten Gegenöffentlichkeit […], wobei bewusst intransparent gehalten wird, wessen Interessen sie vertritt, welchen Einfluss sie tatsächlich hat und an wen sie eigentlich adressiert ist“.

### Zusammenarbeit mit Dugin und Tod
Zuletzt gehörte Jurjew dem Politischen Rat der von Alexander Geljewitsch Dugin 2002 gegründeten „Eurasischen Partei“ an, die das Konzept des Eurasismus propagiert. 2014 gab er bekannt, dass er sein russisches Unternehmen aufgelöst habe und ein Geschäft nur noch in den Vereinigten Staaten führe. 2018 hielt er mit anderen russischen Geschäftsleuten Anteile an der 2014 gegründeten American Ethane Company. Michail Jurjew starb im Februar 2019 im Alter von 59 Jahren in Moskau an den Folgen einer Krebserkrankung.

## Roman
- Das Dritte Imperium. Russland, wie es sein soll. Erste Online-Version 2006 (PDF), erste Druckversion im Verlag Limbus Press, St. Petersburg 2007, Neuauflage 2019.